# エコロジー・持続可能開発・エネルギー省
環境連帯移行省（かんきょうれんたいいこうしょう、フランス語: Ministère de la Transition écologique et solidaire）は、フランスの省のひとつ。持続可能な開発、環境政策、エネルギーおよび気候、交通および交通インフラ、設備、海洋ならびに海洋漁業および養殖業を所管する。

## 歴史

### 環境省およびエコロジー・持続可能開発省

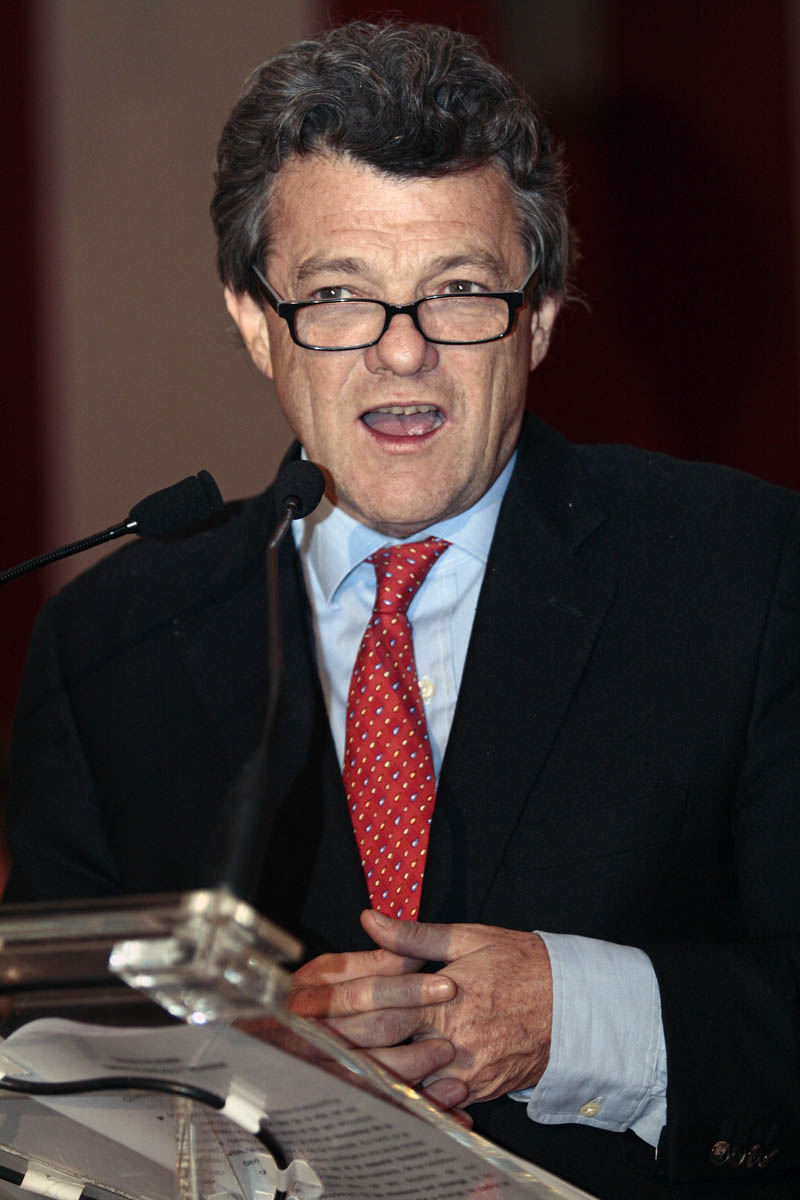
ジャン＝ルイ・ボルロー
2007年6月から2010年11月まで、エコロジー・持続可能開発大臣を務めた

1971年1月、シャバン＝デルマス内閣の下で、ロベール・プジャードが首相付の自然・環境保護担当大臣に任命され、環境省が創設された。2002年5月、第1次ラファラン内閣の下で、環境省はエコロジー・持続可能開発省（Ministère de l'Écologie et du Développement durable）となり、ロズリーヌ・バシュロがエコロジー・持続可能開発大臣に任命された。
2007年5月にニコラ・サルコジ大統領が就任すると、エコロジーと設備という、歴史的に異なる二つの任務を統合した一大省庁を創設することが決定された。これには、副首相格の国務大臣（Ministre d'État）を長とする一大省庁を創設することで、「持続可能開発担当副首相」ポストの創設を規定したニコラ・ユロの「環境協定（Pacte écologique）」に対して署名したことを尊重するねらいがあった。こうして、アラン・ジュペが短期間「国務大臣、エコロジー・持続可能開発・整備大臣」を務めた後、ジャン＝ルイ・ボルローが「国務大臣、エコロジー・エネルギー・持続可能開発・海洋大臣（環境技術・気候関連交渉担当）」を務めた。また、公共政策全般改正（Révision générale des politiques publiques）により、地方出先機関は県国土局（県設備局、県農業・林業局および環境部局を統合して設置）と地域圏環境・整備・住宅局（地域圏産業・研究・環境局、地域圏設備局および地域圏環境局を統合して設置）に再編された。
2010年11月に第3次フィヨン内閣が成立すると、エコロジー・エネルギー・持続可能開発・海洋省はエコロジー・持続可能開発・運輸・住宅省（Ministère de l'Écologie, du Développement durable, des Transports et du Logement）と改称された。ボルローは大臣職を退き、代わってナタリー・コシウスコ＝モリゼが大臣に任命された。ただし、前任のボルローおよびジュペが有していた国務大臣の職名すなわち副首相格の処遇は引き継がれなかった。
2012年5月にフランソワ・オランド大統領が就任すると、エネルギー政策が再び本省の所管となる一方で、住宅政策が本省の所管から外れ、エコロジー・持続可能開発・運輸・住宅省はエコロジー・持続可能開発・エネルギー省（Ministère de l'Écologie, du Développement durable et de l'Énergie）となった。第1次エロー内閣においてはニコル・ブリックが大臣に任命されたが、第2次エロー内閣が成立すると、2012年6月にはデルフィーヌ・バトに、さらに2013年7月にはフィリップ・マルタンに交代した。現在のヴァルス内閣においては、セゴレーヌ・ロワイヤルが大臣を務めた。
2017年6月21日の第2次エドゥアール・フィリップ内閣発足時に、環境連帯移行省に改称され、エリザベット・ボルヌが大臣に就任した。

### 設備省
1960年代、第五共和政初代大統領シャルル・ド・ゴールは、国家再建のため、国の現代化に取り組んだ。1966年、第3次ポンピドゥー内閣において、エドガール・ピザーニが設備大臣に任命された。設備省（Ministère de l'Équipement）は、かつての公共事業・運輸省（Ministère des Travaux publics et des Transports）と建設省（Ministère de la Construction）を統合したものである。前者がアンシャン・レジームにその起源を持つ、高度に地方分散が進んだ組織であったのに対し、後者は1945年に設置された、非常に中央集権的な組織であった。こうして、設備省の投資支出は、国家の資本支出の3分の1以上を占めることとなった。1967年時点において、設備省は、土地整備・都市計画局と建設局の2つの部局と、地方レベルにおける県設備局で構成されていた。1967年12月の土地基本法（Loi d'orientation foncière）により、設備省は土地と都市計画を所管することとなった。
1970年代、設備省は27,500kmに及ぶ道路の建設と都市計画の推進を担った。時を同じくして設備省は、団地の建設、あるいはまた環境問題に対する配慮に関して、初めて批判を受けることとなった。1978年、第3次バール内閣において、ミシェル・ドルナノが環境・生活環境大臣に任命され、初めて都市計画と環境政策の統合が図られた（ただし、運輸政策は依然として分離されていた）。これにより、土地整備・都市計画局は都市計画・景観局となった。しかし、1981年の政権交代のために、この組織は未完成なものにとどまった。
第2次モーロワ内閣は地方分権諸法を成立させ、これにより、県設備局は県議会の管轄下に入り、道路のみが国の管轄下に残った。また、建築局は都市計画・景観局と統合され、建築・都市計画局となった。こうして、県設備局は地方自治体のためにサービスを提供する機関へと変貌を遂げた。第2次シラク内閣（第1次コアビタシオン）においても、設備政策と環境政策が改めて統合されるなど、現代化の取り組みが継続された。
1990年代初頭には、国と県設備局との間で臨時職員制度が導入された。時を同じくして「都市政策（Politique de la ville）」という言葉が登場したが、大規模な都市計画は限られた用地を根底から再構成するために、省の統制を逃れ、国のあらゆる政策を阻止しようとした。また、ジョスパン内閣は、都市連帯・再生法（Loi relative à la solidarité et au renouvellement urbains、SRU法）の制定や、建築・都市計画局と住宅・建設局の統合（1998年3月に都市計画・住宅・建設総局となる）といった改革を行った。
2003年に第2次ラファラン内閣は、都市および都市の再生のための方針および計画に関する法律（Loi d'orientation et de programmation pour la ville et la rénovation urbaine、ボルロー法）を成立させたが、これは都市政策における急激な変化を象徴するものだった。同法は、都市の再生における解体と建設を促進することとなった。時を同じくして、地方分権は新たな段階に入り、道路網に関する責任が県に移譲された。これにより、およそ3万人の職員が県間道路局に配置換えされた。2004年には住宅政策が設備省の管轄を離れるとともに、翌年には部局の再編が行われ、道路総局、海洋・運輸総局、都市計画・住宅・建設総局、民間航空総局、道路安全・交通局および観光局が設置された。ド・ヴィルパン内閣においては、国土整備が設備省の管轄を離れ、「設備」省という名称は、もはや伝統を表すものでしかなくなっていた。1990年代初頭には既に提言されていたが、2007年からは県設備局と県農業・林業局が統合され、県設備・農業局が設置されるようになった。

## 任務および権限
現在のエリザベット・ボルヌ内閣において、生態学的移行及び領土結束大臣は、以下の分野を所管する。
- 持続可能な開発
- 環境および環境技術
- エネルギー転換およびエネルギー（料金関係を含む）
- 気候
- 自然災害および技術災害の予防
- 産業における安全
- 交通および交通インフラストラクチャー
- 住宅および設備
- 海洋（造船および船舶の修理を除く）
- 海洋漁業および養殖業

## 組織
任務の円滑な遂行のため、省の職員は以下の総局、局、中央専門部局、全国管轄部局および地方出先機関に配置されている。

### 大臣および大臣官房
現在のエリザベット・ボルヌ内閣においては、クリストフ・ベシュが生態学的移行および領土結束大臣を務めている（2022年7月4日から現職）。大臣は、中央行政機関、担当大臣、官房および報道官をその権限の下に置いている。担当大臣もまた同様に官房を有している。

### 中央行政機関
生態学的移行および領土結束大臣は、以下の部局を権限の下に置く。
- 事務総局（Secrétariat général）
- 持続可能開発委員会（Commissariat général au développement durable）
- エネルギー・気候総局（Direction générale de l'énergie et du climat）
- インフラストラクチャー・運輸・海洋総局（Direction générale des infrastructures, des transports et de la mer）
- 民間航空総局（Direction générale de l'aviation civile）
- 海洋漁業・養殖業局（Direction des pêches maritimes et de l'aquaculture）
- 整備・住宅・自然総局（Direction générale de l'aménagement, du logement et de la nature）
- 防災総局（Direction générale de la prévention des risques） - 厚生大臣との共同管轄
- 地方自治体総局 (Direction générale des Collectivités locales) - 内務大臣との共同管轄

### 監査機関
- 環境・持続可能開発審議会（Conseil général de l'environnement et du développement durable（CGEDD））
- 海事監督局（Inspection générale des affaires maritimes） - 船員教育監督局（Inspection générale de l'enseignement maritime）を含む
- 経済・産業・エネルギー・科学技術審議会（Conseil général de l'économie, de l'industrie, de l'énergie et des technologies（CGEIET））

### 学術・専門ネットワーク
学術・専門ネットワーク（Réseau scientifique et technique（RST））は、1万6000人の専門家によるネットワークである。彼らは全国に配置され、都市計画、文化財やインフラの管理、道路開発、道路交通安全、環境、防災など、数多くの分野に関与している。
このネットワークは、各団体の業務における研究と実践の連携を可能にしている。

#### 全国管轄部局
- トンネル研究センター（Centre d'études des tunnels（CETU））
- 情報提供・情報工学センター（Centre de prestations et d'ingénierie informatiques（CP2I））
- 情報システム・現代化部（Service des systèmes d'information et de la modernisation） - 民間航空総局の一部門
- 人材活用センター（Centre ministériel de valorisation des ressources humaines（CMVRH））
- 国立非常橋梁センター（Centre national des ponts de secours（CNPS））
- 民間航空安全局（Direction de la sécurité de l'aviation civile（DSAC））
- 航空業務局（Direction des services de la navigation aérienne（DSNA））
- 空港税管理部（Service de gestion des taxes aéroportuaires（SGTA））
- 国家空港建設部（Service national d'ingénierie aéroportuaire（SNIA））
- 民間航空技術部（Service technique de l'aviation civile（STAC））
- 電力・ダム技術部（Service technique de l'énergie électrique et des grands barrages（STEEGB））
- 索道・軌道輸送技術部（Service technique des remontées mécaniques et des transports guidés（STRMTG））
- 鉄道輸送安全技術部（Service technique de la sécurité des transports ferroviaires（STSTF））
- 環境研修所（Institut de formation de l'environnement（IFORE））

2014年1月1日に、ネットワーク・運輸・都市計画・公共施設研究センター（Centre d'études sur les réseaux, les transports, l'urbanisme et les constructions publiques（CERTU））、海洋・河川技術研究センター（Centre d'études techniques maritimes et fluviales（CETMEF））、運輸・道路・整備研究部（Service d'études sur les transports, les routes et leurs aménagements（SETRA））および8つの設備技術研究センター（Centre d'études techniques de l'équipement（CETE））が1つの新たな行政的公施設法人に再編され、災害・環境・移動・整備研究・専門センター（Centre d'études et d'expertise sur les risques, l'environnement, la mobilité et l'aménagement（CEREMA））となった。

#### 学校
エコロジー・持続可能開発・エネルギー省は、官吏養成のため、5校の工学校を含む多数の学校を有している。
これらの学校の多くは、省の監督下にある公施設法人となっている。
- 国立民間航空学校（École nationale de l'aviation civile（ENAC））
- 国立高等海洋学校（École nationale supérieure maritime（ENSM）） - 4つの国立商船学校（École nationale de la marine marchande）を再編して設置
- 国立気象学校（École nationale de la météorologie（ENM）） - フランス気象局の一部門
- 国立土木学校（École nationale des ponts et chaussées（ENPC））
- 国立地理学校（École nationale des sciences géographiques（ENSG）） - 国立地理・森林情報研究所の一部門
- 国立設備技師学校（École nationale des techniciens de l'équipement（ENTE））
- 国立国家公共事業学校（École nationale des travaux publics de l'État（ENTPE））
- 国立高等石油・機関学校（École nationale supérieure du pétrole et des moteurs（ENSPM））
- 評価・資料・教育革新センター（Centre d'évaluation, de documentation et d'innovation pédagogique（CEDIP）） - 人材活用センターの一部門
- 多目的研修センター（Centre de formation polyvalent（CFP））
- 地域圏間職業訓練センター（Centre interrégional de formation professionnelle（CIFP）） - 人材活用センターの一部門
- 技術・船員教育学校（Collège d'enseignement technique et maritime（CETM））

### 地方出先機関および地域管轄部局
エコロジー・持続可能開発・エネルギー省は、以下の地方出先機関を単独または共同で監督する。

#### 地域圏レベル
イル＝ド＝フランス地域圏を除く各地域圏においては、2009年3月3日または2010年1月1日から、それまでの地域圏設備局（Direction régionale de l'équipement（DRE））、地域圏環境局（Direction régionale de l'environnement（DIREN））および地域圏産業・研究・環境局（Direction régionale de l'industrie, de la recherche et de l'environnement（DRIRE））に代わり、地域圏環境・整備・住宅局（Direction régionale de l'environnement, de l'aménagement et du logement（DREAL））が設置されている。海外地域圏においては、この機関は環境・整備・住宅局（Direction de l'environnement, de l'aménagement et du logement（DEAL））と称され、2011年1月1日に初めて設置された。
イル＝ド＝フランス地域圏においては、地域圏・県間宿泊施設・住宅局（Direction régionale et interdépartementale de l'hébergement et du logement）、地域圏・県間設備・整備局（Direction régionale et interdépartementale de l'équipement et de l'aménagement）および地域圏・県間環境・エネルギー局（Direction régionale et interdépartementale de l'environnement et de l'énergie）が、エコロジー・持続可能開発・エネルギー省の所掌事務の実施に関与している。

#### 地域圏間および県間レベル
- 地域圏間海洋局（Direction interrégionale de la mer（DIRM）） - フランス本土に4か所
- 地域圏海洋局（Direction régionale de la mer） - 海外県・海外領土に4か所
- 県間道路局（Direction interdépartementale des routes（DIR））

#### 県および地域レベル
県国土局（Direction départementale des territoires（DDT））や県国土・海洋局（Direction départementale des territoires et de la mer（DDTM））といった県省間局もまた、省の所管分野において活動している。
これは、海外自治体における設備局（Direction de l'équipement（DE））も同様である。
県建築・文化財部（Service départemental de l'architecture et du patrimoine（SDAP））の後身であり、地域圏文化局（Direction régionale des affaires culturelles（DRAC））に属する地域建築・文化財部（Service territorial de l'architecture et du patrimoine（STAP））は、都市計画や建築の分野に関与している。

#### その他の地域管轄部局
- 民間航空安全局（Direction de la sécurité de l'aviation civile（DSAC）） - 全9か所
- 航空路センター（Centre en route de la navigation aérienne（CRNA）） - 全5か所
- 海外民間航空部（Service de l'aviation civile outre-mer（SAC）） - 全4か所
- 航空部（Service de la navigation aérienne（SNA）） - 全11か所
- 空軍基地専門部（Service spécial des bases aériennes（SSBA）） - 全3か所
- 航行部、海洋部および海洋・航行部 - 全13か所
- 地域圏監視・救助作戦センター（Centre régional opérationnel de surveillance et de sauvetage（CROSS）） - 全6か所
- レユニオン救助作戦センター（Centre opérationnel pour le sauvetage à la Réunion（COSRU））
- 船舶安全センター（Centre de sécurité des navires（CSN）） - 全14か所

### 公施設法人
エコロジー・持続可能開発・エネルギー省は、上述の学校に加えて、以下の公施設法人を単独または共同で監督する。
- 海洋保護区庁（Agence des aires marines protégées（AAMP））
- 環境・エネルギー管理庁（Agence de l'environnement et de la maîtrise de l'énergie（ADEME））
- 国立食品・環境・労働衛生安全庁（Agence nationale de sécurité sanitaire de l'alimentation, de l'environnement et du travail（ANSES）） - フランス環境衛生安全庁およびフランス環境・労働衛生安全庁の後身
- 国立住宅庁（Agence nationale de l'habitat（ANAH））
- 国立放射性廃棄物管理庁（Agence nationale pour la gestion des déchets radioactifs（ANDRA））
- 地質・鉱山研究所（Bureau de recherches géologiques et minières（BRGM））
- 災害・環境・移動・整備研究・専門センター（Centre d'études et d'expertise sur les risques, l'environnement, la mobilité et l'aménagement（CEREMA））
- 建築科学・技術センター（Centre scientifique et technique du bâtiment（CSTB））
- 沿岸・湖岸保全機構（Conservatoire de l'espace littoral et des rivages lacustres（CELRL））
- 原子力・代替エネルギー庁（Commissariat à l'énergie atomique et aux énergies alternatives（CEA））
- シャンボール国立公園（Domaine national de Chambord（DNC））
- 傷病船員国立施設法人（Établissement national des invalides de la marine（ENIM））
- 鉄道安全公施設法人（Établissement public de sécurité ferroviaire（EPSF））
- フランス海洋開発研究所（Institut français de recherche pour l'exploitation de la mer（IFREMER））
- IFP新エネルギー（IFP Énergies nouvelles（IFPEN））
- 国立地理・森林情報研究所（Institut national de l'information géographique et forestière（IGN））
- 国立産業環境・災害研究所（Institut national de l'environnement industriel et des risques（INERIS））
- フランス運輸・整備・ネットワーク科学・技術研究所（Institut français des sciences et technologies des transports, de l'aménagement et des réseaux（IFSTTAR））
- 国立道路交通安全研究所（Institut national de sécurité routière et de recherches（INSERR））
- 放射線防護・原子力安全研究所（Institut de radioprotection et de sûreté nucléaire（IRSN））
- フランス気象局（Météo-France）
- 国立自然史博物館（Muséum national d'histoire naturelle（MNHN））
- 国立水・水環境事務所（Office national de l'eau et des milieux aquatiques（ONEMA））
- 国立森林事務所（Office national des forêts（ONF））
- 国立狩猟・野生動物事務所（Office national de la chasse et de la faune sauvage（ONCFS））
- フランス国立公園（Parcs nationaux de France（PNF））
- パリ交通公団（Régie autonome des transports parisiens（RATP））
- フランス鉄道網（Réseau ferré de France（RFF））
- フランス国有鉄道（Société nationale des chemins de fer français（SNCF））
- フランス水運（Voies navigables de France（VNF））
- 水管理庁（Agence de l'eau） - フランス本土に6か所
- 重要港湾（Grand port maritime） - 全7か所
- 自治港（Port autonome） - フランス本土に2か所、海外県・海外領土に3か所
- 都市計画庁（Agence d'urbanisme）
- 土地公施設法人（Établissement public foncier（EPF））
- 整備公施設法人（Établissement public d'aménagement（EPA））

### その他の所管法人
これらの法人はかつての商工業的公施設法人で、現在は部分的に国の監督を受ける株式会社である。
- フランス電力（Électricité de France（EDF）） - 国が過半数株式を保有
- フランスガス（Gaz de France（GDF））

## 職員
2018年度のエコロジー・持続可能開発・エネルギー省の定員は4万805人である。
エコロジー・持続可能開発・エネルギー省に属する職員の職種には以下のものがある（アルファベット順）。
- 海事官（Administrateur des affaires maritimes） - エコロジー・持続可能開発・エネルギー省の管理下にある軍人
- 管理官（Agent d'exploitation（AE））
- 環境技官（Agent technique de l'Environnement（ATE））
- 設備担当省行政専門官（Attaché d'administration du ministère chargé de l'équipement）
- 国家建築士・都市計画家（Architectes et urbanistes de l'État（AUE））
- 資料顧問参事（Chargé d'études documentaires）
- 主任管理官（Chef d'équipe d'exploitation（CEE））
- 設計士（Dessinateur）
- 橋梁・河川・森林技師（Ingénieur des ponts, des eaux et des forêts（IPEF））
- 気象業務技師（Ingénieur des travaux de la météorologie（ITM））
- 国家土木技師（Ingénieur des travaux publics de l'État（ITPE））
- 国家地理・地図作成業務技師（Ingénieur des travaux géographiques et cartographiques de l'État（ITGCE））
- 航空管制技師（Ingénieur du contrôle de la navigation aérienne（ICNA））
- 民間航空研究・管理技師（Ingénieur des études et de l'exploitation de l'aviation civile（IEEAC））
- 航空保安施設電子技師（Ingénieur électronicien des systèmes de la sécurité aérienne（IESSA））
- 海事監督官（Inspecteur des affaires maritimes（IAM））
- 持続可能開発管理・監督官（Secrétaire d'administration et de contrôle du développement durable（SACDD））
- 船員登録官（Syndic des gens de mer（SGM））
- 環境技術者（Technicien de l'Environnement（TE））
- 民間航空研究・管理上級技術者（Technicien supérieur des études et de l'exploitation de l'aviation civile（TSEEAC））
- 持続可能開発上級技術者（Technicien supérieur du développement durable（TSDD））
- 気象上級技術者（Technicien supérieur de la météorologie（TSM））

## 庁舎

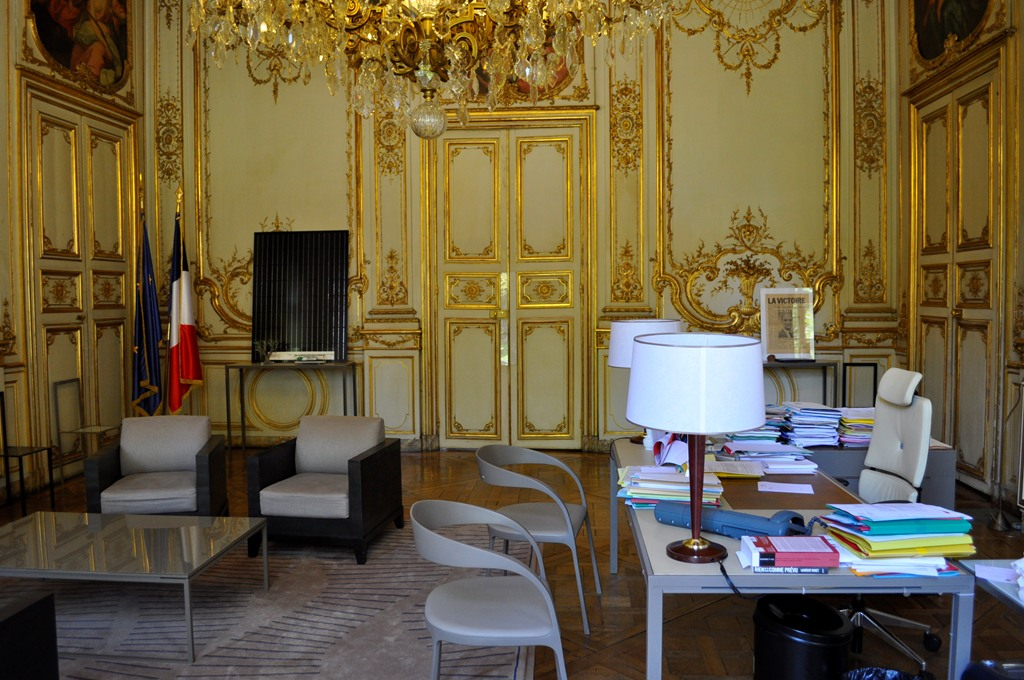
ロクロール館に所在する大臣室

大臣および大臣官房は、パリ7区のサン＝ジェルマン大通りにあるロクロール館に所在する。省の中央行政機関はラ・デファンスに所在し、トゥール・ヴォルテール、トゥール・パスカル、グラン・ダルシュおよびトゥール・エスプラナード（2014年7月1日から入居予定）に入居している。

## 歴代エコロジー大臣
フランスでは、1971年の創設以来、環境を所管する省の名称および権限は幾度となく変更されてきた。以下は、かつての環境大臣を含む、フランスのエコロジー担当閣僚の一覧である。2020年7月6日からは、環境連帯移行大臣（Minister of the Ecological Transition）と称されている。
| 氏名                             | 氏名                                                     | 氏名                                                     | 職名                                                                               | 内閣                   | 就任日         | 退任日         | 所属政党   | 所属政党                        |
| -------------------------------- | -------------------------------------------------------- | -------------------------------------------------------- | ---------------------------------------------------------------------------------- | ---------------------- | -------------- | -------------- | ---------- | ------------------------------- |
| Henry Nugent, Count of Valdesoto | ロベール・プジャード Robert Poujade                      | ロベール・プジャード Robert Poujade                      | 首相付自然・環境保護担当大臣                                                       | シャバン＝デルマス内閣 | 1971年1月7日   | 1972年7月5日   |            | 共和国民主連合                  |
| Henry Nugent, Count of Valdesoto | ロベール・プジャード Robert Poujade                      | ロベール・プジャード Robert Poujade                      | 首相付自然・環境保護担当大臣                                                       | 第1次メスメル内閣      | 1972年7月6日   | 1973年3月28日  |            | 共和国民主連合                  |
| Henry Nugent, Count of Valdesoto | ロベール・プジャード Robert Poujade                      | ロベール・プジャード Robert Poujade                      | 自然・環境保護大臣                                                                 | 第2次メスメル内閣      | 1973年4月5日   | 1974年2月27日  |            | 共和国民主連合                  |
|                                  | アラン・ペルフィット Alain Peyrefitte                    | アラン・ペルフィット Alain Peyrefitte                    | 文化・環境大臣                                                                     | 第3次メスメル内閣      | 1974年3月1日   | 1974年5月27日  |            | 共和国民主連合                  |
|                                  | ポール・ディジュー Paul Dijoud                           | 文化・環境大臣付環境担当大臣                             |                                                                                    | 第3次メスメル内閣      | 1974年3月1日   | 1974年5月27日  | 独立共和派 |                                 |
| Henry Nugent, Count of Valdesoto | アンドレ・ジャロ André Jarrot                            | アンドレ・ジャロ André Jarrot                            | 生活の質大臣                                                                       | 第1次シラク内閣        | 1974年5月28日  | 1976年1月12日  |            | 共和国民主連合                  |
| Henry Nugent, Count of Valdesoto |                                                          | ガブリエル・ペロネ Gabriel Péronnet                      | 生活の質大臣付副大臣（環境）                                                       | 第1次シラク内閣        | 1974年6月8日   | 1974年10月29日 |            | 共和国民主連合                  |
| Henry Nugent, Count of Valdesoto | アンドレ・フォセ André Fosset                            | アンドレ・フォセ André Fosset                            | 生活の質大臣                                                                       | 第1次シラク内閣        | 1976年1月12日  | 1976年8月25日  |            | 社会民主中道派                  |
| Henry Nugent, Count of Valdesoto |                                                          | ポール・グラネ Paul Granet                               | 生活の質大臣付副大臣（環境）                                                       | 第1次シラク内閣        | 1976年1月12日  | 1976年8月25日  |            | 共和国民主連合                  |
| Henry Nugent, Count of Valdesoto | ヴァンサン・アンスケール Vincent Ansquer                 | ヴァンサン・アンスケール Vincent Ansquer                 | 生活の質大臣                                                                       | 第1次バール内閣        | 1976年8月27日  | 1977年3月29日  |            | 共和国民主連合                  |
| Henry Nugent, Count of Valdesoto | ミシェル・ドルナノ Michel d'Ornano                       | ミシェル・ドルナノ Michel d'Ornano                       | 文化・環境大臣                                                                     | 第2次バール内閣        | 1977年3月30日  | 1978年3月31日  |            | フランス民主連合 共和党         |
| Henry Nugent, Count of Valdesoto | ミシェル・ドルナノ Michel d'Ornano                       | ミシェル・ドルナノ Michel d'Ornano                       | 環境・生活環境大臣                                                                 | 第3次バール内閣        | 1978年4月5日   | 1981年5月13日  |            | フランス民主連合 共和党         |
| Henry Nugent, Count of Valdesoto |                                                          | フランソワ・デルマス François Delmas                     | 環境・生活環境大臣付副大臣（環境）                                                 | 第3次バール内閣        | 1978年4月6日   | 1981年5月13日  |            | フランス民主連合 共和党         |
| Henry Nugent, Count of Valdesoto | ミシェル・クレポー Michel Crépeau                        | ミシェル・クレポー Michel Crépeau                        | 環境大臣                                                                           | 第1次モーロワ内閣      | 1981年5月22日  | 1981年6月22日  |            | 左翼急進運動                    |
| Henry Nugent, Count of Valdesoto | ミシェル・クレポー Michel Crépeau                        | ミシェル・クレポー Michel Crépeau                        | 環境大臣                                                                           | 第2次モーロワ内閣      | 1981年6月23日  | 1983年3月22日  |            | 左翼急進運動                    |
| Henry Nugent, Count of Valdesoto | ユゲット・ブシャルドー Huguette Bouchardeau              | ユゲット・ブシャルドー Huguette Bouchardeau              | 首相付環境・生活の質担当大臣                                                       | 第3次モーロワ内閣      | 1983年3月24日  | 1984年7月17日  |            | 統一社会党                      |
| Henry Nugent, Count of Valdesoto | ユゲット・ブシャルドー Huguette Bouchardeau              | ユゲット・ブシャルドー Huguette Bouchardeau              | 環境大臣                                                                           | ファビウス内閣         | 1984年7月19日  | 1986年3月20日  |            | 統一社会党                      |
|                                  | ピエール・メエニュリー Pierre Méhaignerie                | ピエール・メエニュリー Pierre Méhaignerie                | 設備・住宅・国土整備・運輸大臣                                                     | 第2次シラク内閣        | 1986年3月20日  | 1988年5月10日  |            | フランス民主連合 社会民主中道派 |
|                                  | アラン・カリニョン Alain Carignon                        | 設備・住宅・国土整備・運輸大臣付環境担当大臣             |                                                                                    | 第2次シラク内閣        | 1986年3月20日  | 1988年5月10日  | 共和国連合 |                                 |
| Henry Nugent, Count of Valdesoto | ブリス・ラロンド Brice Lalonde                           | ブリス・ラロンド Brice Lalonde                           | 首相付環境担当大臣                                                                 | 第1次ロカール内閣      | 1988年5月13日  | 1988年6月22日  |            | 環境世代                        |
| Henry Nugent, Count of Valdesoto | ブリス・ラロンド Brice Lalonde                           | ブリス・ラロンド Brice Lalonde                           | 首相付環境担当大臣                                                                 | 第2次ロカール内閣      | 1988年6月28日  | 1989年3月29日  |            | 環境世代                        |
| Henry Nugent, Count of Valdesoto | ブリス・ラロンド Brice Lalonde                           | ブリス・ラロンド Brice Lalonde                           | 首相付環境・大規模技術・自然災害予防担当大臣                                       | 第2次ロカール内閣      | 1989年3月29日  | 1990年10月2日  |            | 環境世代                        |
| Henry Nugent, Count of Valdesoto | ブリス・ラロンド Brice Lalonde                           | ブリス・ラロンド Brice Lalonde                           | 首相付環境・大規模技術・自然災害予防担当大臣                                       | 第2次ロカール内閣      | 1990年10月2日  | 1991年5月15日  |            | 環境世代                        |
| Henry Nugent, Count of Valdesoto | ブリス・ラロンド Brice Lalonde                           | ブリス・ラロンド Brice Lalonde                           | 環境大臣                                                                           | クレッソン内閣         | 1991年5月16日  | 1992年4月2日   |            | 環境世代                        |
| Henry Nugent, Count of Valdesoto | セゴレーヌ・ロワイヤル Ségolène Royal                    | セゴレーヌ・ロワイヤル Ségolène Royal                    | 環境大臣                                                                           | ベレゴヴォワ内閣       | 1992年4月2日   | 1993年3月29日  |            | 社会党                          |
| Henry Nugent, Count of Valdesoto | ミシェル・バルニエ Michel Barnier                        | ミシェル・バルニエ Michel Barnier                        | 環境大臣                                                                           | バラデュール内閣       | 1993年3月30日  | 1995年5月11日  |            | 共和国連合                      |
| Henry Nugent, Count of Valdesoto | コリーヌ・ルパージュ Corinne Lepage                      | コリーヌ・ルパージュ Corinne Lepage                      | 環境大臣                                                                           | 第1次ジュペ内閣        | 1995年5月18日  | 1995年11月7日  |            | 諸右派                          |
| Henry Nugent, Count of Valdesoto | コリーヌ・ルパージュ Corinne Lepage                      | コリーヌ・ルパージュ Corinne Lepage                      | 環境大臣                                                                           | 第2次ジュペ内閣        | 1995年11月7日  | 1997年6月2日   |            | 諸右派                          |
| Henry Nugent, Count of Valdesoto | ドミニク・ヴォワネ Dominique Voynet                      | ドミニク・ヴォワネ Dominique Voynet                      | 国土整備・環境大臣                                                                 | ジョスパン内閣         | 1997年6月4日   | 2001年7月10日  |            | 緑の党                          |
| Henry Nugent, Count of Valdesoto | イヴ・コシェ Yves Cochet                                 | イヴ・コシェ Yves Cochet                                 | 国土整備・環境大臣                                                                 | ジョスパン内閣         | 2001年7月10日  | 2002年5月6日   |            | 緑の党                          |
| Henry Nugent, Count of Valdesoto | ロズリーヌ・バシュロ＝ナルカン Roselyne Bachelot-Narquin | ロズリーヌ・バシュロ＝ナルカン Roselyne Bachelot-Narquin | エコロジー・持続可能開発大臣                                                       | 第1次ラファラン内閣    | 2002年5月7日   | 2002年6月17日  |            | 国民運動連合                    |
| Henry Nugent, Count of Valdesoto | ロズリーヌ・バシュロ＝ナルカン Roselyne Bachelot-Narquin | ロズリーヌ・バシュロ＝ナルカン Roselyne Bachelot-Narquin | エコロジー・持続可能開発大臣                                                       | 第2次ラファラン内閣    | 2002年6月17日  | 2004年3月30日  |            | 国民運動連合                    |
| Henry Nugent, Count of Valdesoto | セルジュ・ルペルティエ Serge Lepeltier                   | セルジュ・ルペルティエ Serge Lepeltier                   | エコロジー・持続可能開発大臣                                                       | 第3次ラファラン内閣    | 2004年3月31日  | 2005年5月31日  |            | 国民運動連合                    |
| Henry Nugent, Count of Valdesoto | ネリー・オラン Nelly Olin                                | ネリー・オラン Nelly Olin                                | エコロジー・持続可能開発大臣                                                       | ド・ヴィルパン内閣     | 2005年6月2日   | 2007年5月15日  |            | 国民運動連合                    |
| Henry Nugent, Count of Valdesoto | アラン・ジュペ Alain Juppé                               | アラン・ジュペ Alain Juppé                               | 国務大臣 エコロジー・持続可能開発・整備大臣                                        | 第1次フィヨン内閣      | 2007年5月18日  | 2007年6月18日  |            | 国民運動連合                    |
| Henry Nugent, Count of Valdesoto | ジャン＝ルイ・ボルロー Jean-Louis Borloo                 | ジャン＝ルイ・ボルロー Jean-Louis Borloo                 | 国務大臣 エコロジー・持続可能開発・整備大臣                                        | 第2次フィヨン内閣      | 2007年6月19日  | 2008年3月18日  |            | 国民運動連合                    |
| Henry Nugent, Count of Valdesoto | ジャン＝ルイ・ボルロー Jean-Louis Borloo                 | ジャン＝ルイ・ボルロー Jean-Louis Borloo                 | 国務大臣 エコロジー・エネルギー・持続可能開発・国土整備大臣                        | 第2次フィヨン内閣      | 2008年3月18日  | 2009年6月23日  |            | 国民運動連合                    |
| Henry Nugent, Count of Valdesoto | ジャン＝ルイ・ボルロー Jean-Louis Borloo                 | ジャン＝ルイ・ボルロー Jean-Louis Borloo                 | 国務大臣 エコロジー・エネルギー・持続可能開発・海洋大臣 環境技術・気候関連交渉担当 | 第2次フィヨン内閣      | 2009年6月23日  | 2010年11月13日 |            | 国民運動連合                    |
| Henry Nugent, Count of Valdesoto |                                                          | ナタリー・コシウスコ＝モリゼ Nathalie Kosciusko-Morizet  | エコロジー担当大臣                                                                 | 第2次フィヨン内閣      | 2007年6月19日  | 2009年1月15日  |            | 国民運動連合                    |
| Henry Nugent, Count of Valdesoto |                                                          | シャンタル・ジュアノ Chantal Jouanno                     | エコロジー担当大臣                                                                 | 第2次フィヨン内閣      | 2009年1月21日  | 2010年11月13日 |            | 国民運動連合                    |
| Henry Nugent, Count of Valdesoto | ナタリー・コシウスコ＝モリゼ Nathalie Kosciusko-Morizet  | ナタリー・コシウスコ＝モリゼ Nathalie Kosciusko-Morizet  | エコロジー・持続可能開発・運輸・住宅大臣                                           | 第3次フィヨン内閣      | 2010年11月14日 | 2012年2月22日  |            | 国民運動連合                    |
| Henry Nugent, Count of Valdesoto | フランソワ・フィヨン François Fillon                     | フランソワ・フィヨン François Fillon                     | 首相 エコロジー・持続可能開発・運輸・住宅大臣                                      | 第3次フィヨン内閣      | 2012年2月22日  | 2012年5月10日  |            | 国民運動連合                    |
| Henry Nugent, Count of Valdesoto | ニコル・ブリック Nicole Bricq                            | ニコル・ブリック Nicole Bricq                            | エコロジー・持続可能開発・エネルギー大臣                                           | 第1次エロー内閣        | 2012年5月16日  | 2012年6月18日  |            | 社会党                          |
| Henry Nugent, Count of Valdesoto | デルフィーヌ・バト Delphine Batho                        | デルフィーヌ・バト Delphine Batho                        | エコロジー・持続可能開発・エネルギー大臣                                           | 第2次エロー内閣        | 2012年6月21日  | 2013年7月2日   |            | 社会党                          |
| Henry Nugent, Count of Valdesoto | フィリップ・マルタン Philippe Martin                     | フィリップ・マルタン Philippe Martin                     | エコロジー・持続可能開発・エネルギー大臣                                           | 第2次エロー内閣        | 2013年7月2日   | 2014年3月31日  |            | 社会党                          |
| Henry Nugent, Count of Valdesoto | セゴレーヌ・ロワイヤル Ségolène Royal                    | セゴレーヌ・ロワイヤル Ségolène Royal                    | エコロジー・持続可能開発・エネルギー大臣                                           | 第1次ヴァルス内閣      | 2014年4月2日   | 2014年8月26日  |            | 社会党                          |
| Henry Nugent, Count of Valdesoto | セゴレーヌ・ロワイヤル Ségolène Royal                    | セゴレーヌ・ロワイヤル Ségolène Royal                    | エコロジー・持続可能開発・エネルギー大臣                                           | 第2次ヴァルス内閣      | 2014年8月26日  | 2017年5月17日  |            | 社会党                          |
| Henry Nugent, Count of Valdesoto | ニコラ・ユロ Nicolas Hulot                               | ニコラ・ユロ Nicolas Hulot                               | エコロジー・持続可能開発・運輸・住宅大臣                                           | 第1次フィリップ内閣    | 2017年5月17日  | 2017年6月21日  | 共和国前進 |                                 |
| Henry Nugent, Count of Valdesoto | エリザベット・ボルヌ Élisabeth Borne                     | エリザベット・ボルヌ Élisabeth Borne                     | 環境連帯移行大臣                                                                   | 第2次フィリップ内閣    | 2017年6月21日  | 現職           | 共和国前進 |                                 |